# Shirley, Derbyshire
Shirley är en ort och civil parish i Storbritannien.  Den ligger i distriktet Derbyshire Dales i grevskapet Derbyshire i England, i den södra delen av landet, 190 km nordväst om huvudstaden London. Shirley ligger 130 meter över havet och antalet invånare är 240.
Terrängen runt Shirley är platt, och sluttar söderut. Runt Shirley är det ganska tätbefolkat, med 166 invånare per kvadratkilometer. Närmaste större samhälle är Derby, 14,3 km öster om Shirley. Omgivningarna runt Shirley är en mosaik av jordbruksmark och naturlig växtlighet.